# Мойола
Мойола (итал. Moiola) — коммуна в Италии, располагается в регионе Пьемонт, в провинции Кунео.
Население составляет 283 человека (2008 г.), плотность населения составляет 20 чел./км². Занимает площадь 14 км². Почтовый индекс — 12010. Телефонный код — 0171.
Покровителем коммуны почитается святой Мембот (San Membotto), празднование в первый понедельник сентября.

## Демография
Динамика населения:

## Администрация коммуны
- Официальный сайт: